# Prigioniera della torre di fuoco
Prigioniera della torre di fuoco è un film del 1953 diretto da Giorgio Walter Chili.

## Trama
XV secolo. Cesco Maltivoglio e Marco Pepli sono due giovani appartenenti a famiglie in lotta tra di loro ma combattono assieme contro i turchi. Durante una battaglia sarà proprio Cesco a salvare Marco e i due tanto da stringere una forte amicizia. 
Tornato nel castello Cesco scopre che la sorella Bianca tiene imprigionata la giovane Germana della Valle. Il più giovane dei Maltivoglio aveva rapito la ragazza ma poi venne ucciso e per questo motivo Bianca non la vuole liberare. Con il passare del tempo Cesco si innamora della ragazza.
Quando la famiglia Pepli, forti dell'accordo con Cesare Borgia, decide di muovere guerra alla famiglia Maltivoglio Marco si sente in obbligo di avvisare il suo amico e arriva al castello dove incontra Germana e cade subito innamorato, ricambiato dalla ragazza.
Cesco proprio durante l'assedio dei Pepli scopre i due innamorati, infuriato decide di rinchiudere l'amico in una segreta del castello ma sarà proprio Marco a salvare la vita di Cesco quando uno dei Pepli dopo essere entrato nel castello da un passaggio segreto sta per uccidere il giovane Maltivoglio.
Cesco si ricrede sull'amico e disperato per aver dubitato di lui si getta nella battaglia dove viene ferito in modo grave. Prima di morire assisterà alle nozze di Marco e Germana.

## Produzione
Film in costume rientrante nel filone strappalacrime, molto in voga tra il pubblico italiano in quegli anni, in seguito ribattezzato dalla critica con il termine neorealismo d'appendice.
È uno dei quattro film in cui Nino Manfredi venne doppiato.

## Distribuzione
Il film venne distribuito nel circuito cinematografico italiano il 28 maggio del 1953.